# Глібко Ірина Олександрівна
Іри́на Олекса́ндрівна Глібко́ (18 лютого 1990 — 28 серпня 2024) — українська гандболістка. Визнана гандболісткою року в Україні сезону 2009-2010.

## Життєпис
Народилась 1990 року в місті Одеса. Входить до складу жіночої збірної України з гандболу.
Гравчиня «Râmnicu Vâlcea» (Румунія).
Ставала чемпіонкою Румунії в сезоні 2014/2015, виступачи за «КСМ Бухарест». Представляє «Вилчу» з 2017 року, з командою виграла чемпіонат Румунії 2019-го.
У сезоні 2022/2023 в Єврокубку у активі має 72 голи. Вийшла на друге місце в переліку найкращих бомбардирок Європейської ліги EHF сезону 2022/2023.
Померла 28 серпня 2024 року після кількарічної боротьби з раком.